# Brachygasterina violaceiventris
Brachygasterina violaceiventris är en tvåvingeart som beskrevs av Macquart 1851. Brachygasterina violaceiventris ingår i släktet Brachygasterina och familjen husflugor. Inga underarter finns listade i Catalogue of Life.